# ある殺し屋の鍵
『ある殺し屋の鍵』（あるころしやのかぎ）は、1967年12月2日に日本で公開されたカラー映画、監督は森一生、主演は市川雷蔵。前作『ある殺し屋』と同じく藤原審爾の小説からの映像化で、本作では『消される男』を映画化したもの、構成を前作で脚本を担当した増村保造が行った。
表の顔は日本舞踊の先生だが、裏の顔は金で殺しを請け負う、プロの殺し屋である新田という男を描いた作品である。

## キャスト
- 市川雷蔵 : 新田
- 西村晃 : 遠藤
- 佐藤友美 : 秀子
- 中谷一郎 : 石野
- 金内吉男 : 荒木
- 伊達三郎 : 西村
- 伊東光一 : 菊野
- 内田朝雄 : 朝倉
- 玉置一恵 : 実業家
- 森内一夫 : 警官
- 伊東義高 : 男Ａ
- 志賀明 : 男Ｂ
- 岩田正 : 秘書
- 大林一夫 : 新聞記者
- 上原寛二 : 新聞記者
- 加古幸子 : 石野の愛人
- 黒木現 : 刑事Ａ
- 千石泰三 : 刑事Ｂ
- 山形勲 : 北城

## スタッフ
- 監督：森一生
- 原作：藤原審爾
- 脚本：小滝光郎
- 撮影：宮川一夫
- 音楽：鏑木創
- 企画 : 藤井浩明
- 構成 : 増村保造
- 美術 : 太田誠一

## 併映作品
- 『残侠の盃』